# Вейцковский, Иван Иванович
Иван Иванович Вейцковский (укр. Вейцківський; 12.03.1900, Черкассы — 02.11.1977, Львов) — советский историк античности. Доктор исторических наук (1961), профессор (1962).
Профессор Львовского университета (с 1960 г.).
Ученик профессора В. С. Сергеева.

## Биография
Родился в семье бухгалтера и домохозяйки.
Окончил полный восьмиклассный курс черкасской гимназии, где учился в 1910-19 гг. В 1919-20 гг. учился в Днепропетровском университете. В 1921-22 гг. учился в Черкасском пединституте.
В 1932 г. заочно окончил Немецкий госпединститут в г. Энгельсе.
В 1920-22 гг. служил в РККА.
В 1923—1931 гг. был директором школы на Украине.
В 1931-33 гг. преподавал в Свердловске в техникуме и университете.
В 1933 г. был зачислен в аспирантуру МИИЯ, однако на след. год поступил в аспирантуру МИФЛИ по специализации древняя история (науч. рук-ль В. С. Сергеев), где учился в 1934-37 гг. и защитил кандидатскую диссертацию «Восстания рабов в Италии и Сицилии во II и I вв. до н. э.» (1937).
С 1937 г. в Саратове, куда был командирован по окончании аспирантуры и с сентября 1937 г. преподавал в университете, где с того же месяца по январь 1941 г. заведовал кафедрой истории древнего мира, доцент (утверждён ВАК 1938).
С 1941 г. работал в МИФЛИ, а затем — с его объединением с МГУ — там. С 1943 г. докторант Института истории АН СССР.
В 1944—1971 гг. заведовал кафедрой истории древнего мира и средних веков (до 1949 г. — истории древнего мира и археологии) Львовского госуниверситета. С 1960 г. до конца жизни профессор этой кафедры.
В 1960 г. в Львовском госуниверситете защитил докторскую диссертацию «Западное Средиземноморье в III в. до н. э. (к истории международных отношений в античном мире в 282—219 гг. до н. э.)».
Входил в состав редколлегии «Вестника Львовского госуниверситета».
Автор 1 монографии и статей. Свои работы публиковал на украинском языке.
Был женат, имел детей.